# Лазар, Чарльз
Чарльз Лазар (англ. Charles «Shorty» Lasar, полное имя Charles Augustus C. Lasar; 1856—1936) — американский художник-импрессионист и педагог.
Был автором книги Practical Hints for Art Students (1910).

## Биография
Родился в 1856 году в Джонстауне, штат Пенсильвания.
В студенческие годы учился у Жана-Леона Жерома в Школе изящных искусств. На протяжении своей творческой деятельности Лазар выработал свой собственный стиль — тонализм. Выставлялся в Чикагском институте искусств, Национальной академии дизайна, Пенсильванской академии изобразительных искусств; был участником Всемирной выставки 1889 года в Париже и многих Парижских салонов.
Переехав во Францию, остался там до конца жизни. Открыл в Париже собственную студию, где обучались многие художники, включая Элис Бекингтон, Вирджинию Рейнольдс, Вайолет Окли и Минерву Чепмен.
Умер в 1936 году в пригороде Парижа Нёйи.